# Circumstantial Evidence (film 1910)
Circumstantial Evidence è un cortometraggio muto del 1910 diretto da Bert Haldane.

## Trama
La testimonianza di un vagabondo prova che sia stata una ragazza a rubare la valigia di un viaggiatore.

## Produzione
Il film fu prodotto dalla Hepworth.

## Distribuzione
Distribuito dalla Hepworth, il film - un cortometraggio di 183 metri - uscì nelle sale cinematografiche britanniche nell'ottobre 1910.
Si conoscono pochi dati del film che, prodotto dalla Hepworth, fu distrutto nel 1924 dallo stesso produttore, Cecil M. Hepworth. Fallito, in gravissime difficoltà finanziarie, il produttore pensò in questo modo di poter almeno recuperare il nitrato d'argento della pellicola.